# Giovanni Carlo Bovio
Giovanni Carlo Bovio (Brindisi, 3 januari 1522 – Ostuni, september 1570) was bisschop van Ostuni (1550-1564) en aartsbisschop van Brindisi (1564-1570), twee bisdommen in het koninkrijk Napels. Napels was een koninkrijk in Zuid-Italië bestuurd door de Spaanse Habsburgers. Bovio behaalde bekendheid door zijn deelname aan het Concilie van Trente in de jaren 1562-1563; dit concilie had als doel de Contrareformatie formeel neer te schrijven, als reactie op het protestantisme in West-Europa.

## Levensloop

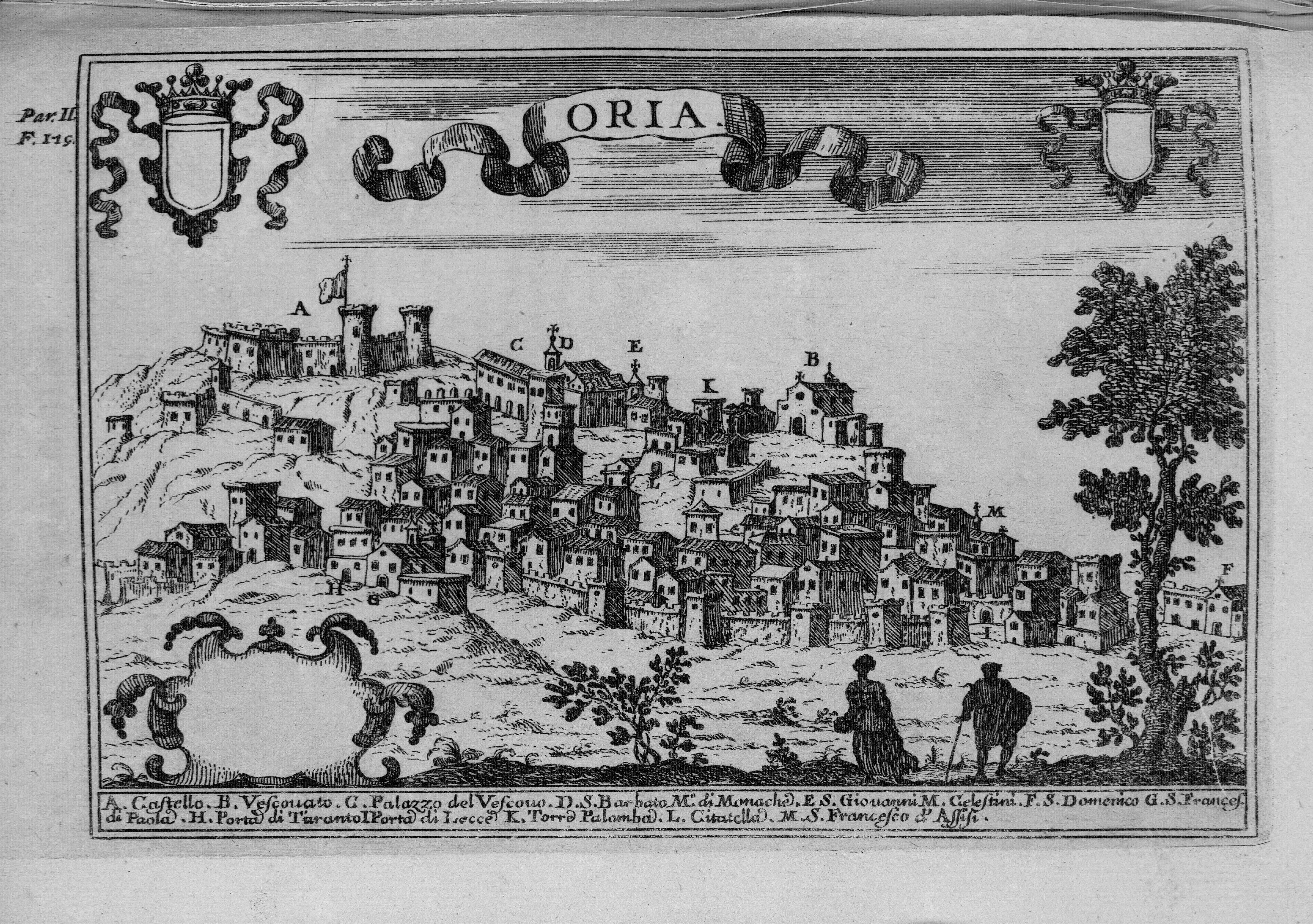
Aartsbisschop Bovio trok zich terug in Oria, nabij Brindisi

Bovio werd geboren als zoon van Andrea Bovia, een militair, en Giulia Fornari, in het koninkrijk Napels. Zijn kerkelijke carrière begon in 1535, aan de leeftijd van dertien jaar, als aartsdiaken in het bisdom Monopoli. Zijn ouders stuurden hem naar de universiteit van Bologna. In 1546 werd hij coadjutor met het recht zijn oom Pietro Bovio, de bisschop van Ostuni, op te volgen. Dit leidde naar de bisschopsbenoeming in het jaar 1550, nadat zijn oom afgetreden was. Bovio maakte zijn studies in Bologna af door te doctoreren zowel in het kerkelijk recht als in de theologie kort nadien, in het jaar 1552. In 1558 ontving bisschop Bovio de bisschopswijding.
In 1562 trok bisschop Bovio naar Trente voor het Concilie. Hij liet er zich eerst opmerken door zijn tussenkomsten voor een catechismus en voor een index van verboden boeken. Het discussiethema waarmee hij in Trente het meest opviel was de residentieplicht van bisschoppen. Bovio was een heftige voorstander. Dit lag niet bij alle bisschoppen goed want velen onder hen kregen van de paus dispensatie om buiten de bisschopsstad te wonen. De pauselijke legaten in Trente zagen Bovio als een oproerkraaier tegen de paus. Bovio kreeg het lastig en kreeg het verwijt te horen dat hij Spaanse standpunten doordrukte om promotie te kunnen maken tot aartsbisschop van Brindisi. Bovio omschreef de residentieplicht voor een bisschop als een goddelijk recht. Bovendien ging Bovio verder te keer tegen Rome door te pleiten voor een terugkeer naar de Kerk van de eerste christenen. Hieronder verstond hij meer macht voor de lokale bisschop. Bovio gebruikte als kerkjurist de term Ecclesiae primitivae forma of de vorm van de primitieve Kerk. Deze term legde hij uit in lezingen en geschriften op het Concilie van Trente. Hij citeerde hierbij kerkvaders en paus Clemens I, de vierde paus van Rome, en een keer zelfs, citeerde hij Homeros die het gezag van Zeus (de paus) in vraag stelde. 
Kardinaal Michele Ghislieri verbood Bovio's publicaties in de steden Trente en Rome. Bovio publiceerde dan maar in Venetië (1563) en nadien in Lyon en Parijs (1564). Het Concilie aanvaardde uiteindelijk de residentieplicht van bisschoppen. Koning Filips II van Spanje beloonde Bovio met het aartsbisdom Brindisi (1564). 
Als aartsbisschop van Brindisi hamerde Bovio op de kerkhervorming van Trente. Misbruiken pakte hij aan. Dit maakte Bovio onpopulair en Bovio zag zich verplicht buiten Brindisi te wonen. Hij bouwde een aartsbisschoppelijk paleis in Oria, waar hij resideerde. Oria was na de Normandische verovering van Zuid-Italië een afgeschafte bisschopszetel in het aartsbisdom Brindisi. Bovio stierf in Ostuni, zijn vroegere bisschopsstad, en werd begraven in de ex-kathedraal van Oria. Formeel was hij tot zijn dood aartsbisschop van Brindisi geweest.